# Brachystephanus schliebenii
Brachystephanus schliebenii är en akantusväxtart som först beskrevs av Gottfried Wilhelm Johannes Mildbraed, och fick sitt nu gällande namn av Champl.. Brachystephanus schliebenii ingår i släktet Brachystephanus och familjen akantusväxter. Inga underarter finns listade i Catalogue of Life.